# ستبوس (قمر)
سِتِبوس (به انگلیسی: Setebos) یکی از بیرونی‌ترین قمرهای نامنظم مخالف‌گرد اورانوس است. این قمر در ۱۸ ژوئیه ۱۹۹۹ توسط جان جی. کاولارس و همکارانش کشف شده و به‌طور موقت S/1999 U 1 نام‌گذاری شده‌است.

انیمیشنی از تصاویری که منجر به کشف ستبوس شد، این تصاویر در ژوئیه ۱۹۹۹ گرفته شده‌است

این قمر با نام اورانوس XIX تأیید شده‌است. نام ستبوس از نام خدای مورد پرستش کالیبان و سیکوراکس در نمایشنامه طوفان اثر ویلیام شکسپیر گرفته شده‌است.